# José Carretas
José Carretas Tondela, 1953, é um autor, ator e encenador português.

## Biografia
Trabalhou com A Barraca, O Bando, entre outros. Fundou a Panmixia Associação Cultural.
Escreveu e/ou encenou espectáculos de grande importância no panorama nacional como "A Contradança", de José Carretas, "A Estrela por Detrás da Montanha", de José Carretas, "Welcome Mr. Reagan, de José Carretas, "Comunidade, de Luiz Pacheco, "Longa Marcha para o Esquecimento", de Jaime Gralheiro, "Iuzecze", de José Carretas, "Contos do Sagrado Humano", de Miguel Torga, "O Café", de Mário Lisboa, "Na Minha Rua Ninguém Passa", de José Carretas, "Malaquias, a História de Um Homem Barbaramente Agredido", de Manuel de Lima, "A Ilusão Cómica", de Corneille, "A Arte da Comédia", de Eduardo de Fillipo, "Bolero", co-autoria J. Carretas e Manuel Cintra (que depois viria a ser encenada por Frederico Corado em 2017 no Cartaxo), "Longas Férias de Oliveira Salazar", de Manolo Mediero, e ainda Erro Humano, Iluminados, Ilhas, O Rio, Jogas?, Os Canhões de Nabarone, Arouca – Uma Recriação Histórica,  A Um Dia do Paraíso, Carnaval na Invicta, Ai Que Medo!, Solidões, Desafinado, Pedro e Inês, Viva a República!, Memórias do LIMiA, A Porta da Traição, O Olhar Português, A Tatuagem, A Tenaz do Caraguejo, Cordel, entre tantos outros.
No cinema participou em “Crónica dos Bons Malandros” de Fernando Lopes

## Trabalhos
- 1979 - "A Contradança", de José Carretas
- 1980 - "A Estrela por Detrás da Montanha", de José Carretas
- 1986 - "Welcome Mr. Reagan, de José Carretas
- 1989 - "Comunidade", de Luiz Pacheco
- 1990 - "Longa Marcha para o Esquecimento", de Jaime Gralheiro
- 1990 - "Iuzecze", de José Carretas
- 1991 - "Contos do Sagrado Humano", de Miguel Torga
- 1991 - "Joana que…", de José Carretas
- 1992 - "O Café", de Mário Lisboa
- 1993 - "Na Minha Rua Ninguém Passa", de José Carretas
- 1994 - "Malaquias, a História de Um Homem Barbaramente Agredido", de Manuel de Lima
- 1995 - "Poesia nos Telhados", de José Carretas
- 1995 - "Um Casal Muito Avançado", de Franca Rame e Dario Fo
- 1995 - "Coelho Coelho", de Coline Serreau[7]
- 1996 - "A Ilusão Cómica", de Corneille
- 1996 - "A Arte da Comédia", de Eduardo de Fillipo
- 1996 - "Caixa Preta", co-autoria J. Carretas-Teresa Faria
- 1997 - "À Sombra das Rainhas", de Evelyne Pyeiller
- 1997 - "Bolero", co-autoria J.Carretas-Manuel Cintra
- 1997 - "Longas Férias de Oliveira Salazar", de Manolo Mediero[8]
- 1998 - "A Mandrágora", de Maquiavel,
- 1998 - "A Queima de Judas", Criação Colectiva
- 1998 - "O Segredo Maior", de José Carretas
- 1999 - "Do Ar", de José Carretas-Teatro Bruto
- 1999 - "O Erro Humano", co-autoria J.Carretas-Teresa Faria[9]
- 2017 - "Exploradores da Serra", de José Carretas[10]
- 2018 - "Verão M" - Diego Gutiérrez